# جارل هولدن
جارل هولدن (انگلیسی: Jarl Hulldén; ۲۶ دسامبر ۱۸۸۵ – ۱۸ اکتبر ۱۹۱۳) قایقران قایق بادبانی اهل دوک‌نشین بزرگ فنلاند بود.